# Церковь Параскевы Пятницы (Манычская)
Церковь Параскевы Пятницы (также известна как  Войсковой казачий собор) ― православный храм в станице Манычская, Багаевский район, Ростовская область. Относится к Шахтинской епархии. Построена в 1904 году по проекту архитектора И. П. Злобина. Является объектом культурного наследия.

## История
Первое упоминание о храме во имя великомученицы Параскевы относится к 1748 году, затем после обветшания произошло вторичное открытие и освящение церкви в 1763 году. В период с 1801 по 1805 год церковь была разобрана, перемещена и повторно возведена. С 1862 по 1891 год при церкви располагалась церковно-приходское училище. C 1891 года там располагалась церковно-приходская школа.
А каменный храм во имя Святой Мученицы Параскевы (которая была почитаема на Дону и считается покровительницей семьи) был заложен в 1878 году (по другим данным ― в 1897 году или в 1893 году). В 1904 году храм был освящён и строительные работы были закончены.
В 1934 году храм был закрыт и разграблен, официально церковь в станице Манычской была закрыта 1 июня 1936 года по постановлению Багаевского РИК , хотя во время Второй мировой войны богослужения в нём продолжились. В военное время также использовался как бомбоубежище, после ― как склад и зернохранилище. Во время пребывания у власти Никиты Хрущёва была разобрана колокольня, кирпичи которой пошли на строительство других зданий.
В 1989 году было зарегистрировано религиозное общество. В 1990 году был передан РПЦ. В 1992 году в нём возобновились богослужения. С 2001 года,когда настоятелем прихода был назначен протоирей отец Александр, и при  храме начались работы по реконструкции. Стараниями протоиерея отца Александра при храме в 2006 году был открыт летний молодежный лагерь,который расположен на речном острове, неподалеку от станицы Манычская. Период заезда проходит с июня-август.  Лагерь принимает молодежь в возрасте от 16 до 30 лет. Может принять до 50 человек. Путёвка бесплатная. В том же 2006 году при церкви был открыт детский приют «Святая Параскева» на территории прихода находятся 3 корпуса: для мальчиков, для девочек и трапезная.
В 2007 году был открыт целебный источник, при котором была построена часовня. На престольный праздник ,который состоялся 9 августа 2009 года, посвященный памяти Святого Великомученика и целителя Пантелеимона, была отслужена первая божественная литургия в главном пределе. В 2013 году церковь по благословению Его Преосвященства Игнатия, епископа Шахтинского и Миллеровского, получила статус епархиального подворья.